# Герб Гондомара
Ге́рб Гондома́ра — офіційний символ міста , Португалія. Використовується як територіальний герб. У чорному щиті золоте філігранне серце, глазуроване синім, яке розміщене у вінок із восьми золотих колосків пшениці із золотим листям. Щит увінчує срібна мурована міська корона з п'ятьма вежами.  Під щитом біла стрічка, на якій великими літерами напис португальською: «cidade de Gondomar» (місто Гондомар).  Офіційно затверджений 31 жовтня 1997 року. Створений на основі попереднього містечкового герба, ухваленого 29 квітня 1938 року. Серце символізує давні ювелірні традиції міста, а колоски — сільське господарство регіону.

## Галерея

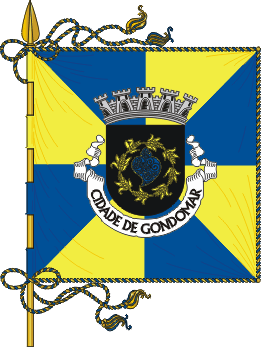
Прапор